# Isoneuromyia daisenana
Isoneuromyia daisenana är en tvåvingeart som beskrevs av Toyohi Okada 1938. Isoneuromyia daisenana ingår i släktet Isoneuromyia och familjen platthornsmyggor. Inga underarter finns listade i Catalogue of Life.